# Caixa de Previdência dos Funcionários do Banco do Brasil
A Caixa de Previdência dos Funcionários do Banco do Brasil (PREVI) é um fundo de pensão brasileiro que gerencia a previdência complementar dos funcionários do Banco do Brasil.

## História
O fundo de pensão dos funcionários do Banco do Brasil, que é hoje é o maiores fundo de pensão do país e um dos maiores da América Latina, foi fundado em 16 de abril de 1904, sob o nome de Caixa Montepio dos Funccionários do Banco da República do Brazil, antes mesmo da seguridade social estatal no Brasil. Sua sede localiza-se no bairro de Botafogo, Zona Sul da cidade do Rio de Janeiro.
A Previ é uma entidade fechada de previdência complementar, de gestão compartilhada, cuja direção é escolhida 50% pelo Banco do Brasil e 50% por meio de voto direto de seus participantes (funcionários da ativa e aposentados), sejam funcionários do Banco do Brasil ou empregados do quadro próprio da Previ. A Instituição trabalha para garantir a esses participantes benefícios previdenciários complementares aos da Previdência Oficial, de forma a contribuir para a qualidade de vida desses participantes e seus dependentes, tendo como função complementar o benefício do INSS dos funcionários aposentados da empresa e pensionistas.
Em dezembro de 2022 o total de recursos investidos pela Previ atingia a soma de 268 bilhões de reais.
O fundo possui cerca de 200 mil participantes em 2021.

### Auditoria de emergência em 2025
Em fevereiro de 2025, o Tribunal de Contas da União (TCU) iniciou uma auditoria na Previ, após o "Plano 1" registrar um déficit de aproximadamente R$ 14 bilhões entre janeiro e novembro de 2024.
A auditoria visa avaliar a governança corporativa da Previ, os processos de tomada de decisão relacionados aos investimentos e possíveis riscos associados. Além disso, será investigada a nomeação de João Fukunaga como presidente da entidade em 2023, para verificar se a indicação atendeu às exigências legais.
Em resposta, a Previ afirmou que, apesar da volatilidade em 2024, seus planos permanecem equilibrados, não havendo necessidade de contribuições extraordinárias por parte dos associados ou do Banco do Brasil, pois o déficit na Previ pode impactar negativamente os resultados financeiros do Banco do Brasil, devido a um possível socorro do banco ao fundo.

## Gestão e Investimentos
A gestão compartilhada (entre o Banco do Brasil e os participantes do planos) da Previ é feita por três níveis de governança corporativa : Conselho Deliberativo, Diretoria Executiva e Conselho Fiscal.
O Conselho Deliberativo é composto por seis membros titulares, sendo três eleitos pelos participantes e três indicados pelo Banco do Brasil. O Conselho Fiscal é formado por quatro membros efetivos e seus suplentes, dos quais dois são eleitos pelo Corpo Social e dois são indicados pelo Banco do Brasil.
A gestão e fiscalização da PREVI é dividida entre Conselho Deliberativo, Diretoria Executiva e Conselho Fiscal. A Diretoria Executiva é composta de seis membros: presidente, diretor de Administração, de Investimentos, de Seguridade, de Participações e de Planejamento.
Para permitir a não-funcionários participar de investimentos semelhantes aos rentáveis investimentos feitos pela Previ, foi criado o Previ Família, que é plano de benefício voltado para os associados e seus familiares.

### Fundos de investimento e participações da Previ
A Previ realizada investimentos em Renda fixa, Renda variável, Investimentos imobiliários, Investimentos no exterior, Investimentos estruturados e Operações com participantes.
A Previ administra uma grande quantidade de fundos de investimento. Dentre eles, destacam-se os fundos Litel e Litela que tem participação no controle acionário da Vale, além da participação direta da Previ no controle da companhia. No total, a Previ detém 9,23% no capital da Vale em participação direta e indireta.
Por gerir imenso volume de dinheiro dos seus associados, a Previ é considerada um dos maiores investidores do Brasil, tendo tido destacado papel durante as privatizações. Hoje, é importante acionista de grandes empresas como a Neoenergia (30,28%, além de participação em suas subsidiárias Celpe, Coelba, Cosern e Elektro), Invepar (25,56%), Vibra Energia (3,89%), Tupy (24,84%), Ultrapar (4,06%), e era a maior acionista da Perdigão, agora transformada em BRF, após sua fusão com a Sadia. A Previ passou a deter 6,24% do capital da nova empresa.
Além de grandes empresas, que detém as maiores posições em sua carteira de ações, a Previ estruturou, em 2020, uma carteira de R$ 630 milhões que se voltou exclusivamente para os novos nomes que têm vindo à Bolsa, tendo participado das ofertas iniciais de ações (IPO) de Rede D´Or, Petz, Quero-Quero e Grupo Mateus, além do follow-on da Rumo.